# Classic Brugge-De Panne
Classic Brugge-De Panne (tidligere: Tre dage ved Panne) er et endagsløb (indtil 2017 et etapeløb) omkring De Panne og Koksijde i Flandern, Belgien. Etapeløbet blev arrangeret i ugen før Flandern Rundt og bestod normalt af etaper og en enkeltstart. Fra 2018 arrangeres det som et endagsløb.
Fra 2019 indgår det i UCI World Tour-kalenderen.

## Vindere
| År        | Vinder                   | Toer                     | Treer                  |
| --------- | ------------------------ | ------------------------ | ---------------------- |
| Etapeløb  |                          |                          |                        |
| 1977      | Roger Rosiers            | Yvon Bertin              | Guido Van Sweevelt     |
| 1978      | Guido Van Sweevelt       | Jos Jacobs               | Cees Priem             |
| 1979      | Gustaaf Van Roosbroeck   | Marc Renier              | Guido Van Calster      |
| 1980      | Seán Kelly               | Gustaaf Van Roosbroeck   | Etienne Van der Helst  |
| 1981      | Jan Bogaert              | André Dierickx           | Jos Jacobs             |
| 1982      | Gerrie Knetemann         | Daniel Willems           | Jean-Luc Vandenbroucke |
| 1983      | Cees Priem               | Etienne De Wilde         | Michel Pollentier      |
| 1984      | Bert Oosterbosch         | Eric Vanderaerden        | Ferdi Van Den Haute    |
| 1985      | Jean-Luc Vandenbroucke   | Seán Kelly               | Adrie van der Poel     |
| 1986      | Eric Vanderaerden        | Seán Kelly               | Jean-Luc Vandenbroucke |
| 1987      | Eric Vanderaerden        | Seán Kelly               | Jean-Luc Vandenbroucke |
| 1988      | Eric Vanderaerden        | Allan Peiper             | Frans Maassen          |
| 1989      | Eric Vanderaerden        | Jelle Nijdam             | Allan Peiper           |
| 1990      | Erwin Nijboer            | Johan Museeuw            | Gerrit Solleveld       |
| 1991      | Jelle Nijdam             | Frans Maassen            | Max Sciandri           |
| 1992      | Frans Maassen            | Vjatjeslav Jekimov       | Thierry Marie          |
| 1993      | Eric Vanderaerden        | Frans Maassen            | Edwig Van Hooydonck    |
| 1994      | Fabio Roscioli           | Dsjamolidin Abdusjaparov | Frans Maassen          |
| 1995      | Michele Bartoli          | Rolf Sørensen            | Gianluca Bortolami     |
| 1996      | Vjatjeslav Jekimov       | Wilfried Peeters         | Olaf Ludwig            |
| 1997      | Johan Museeuw            | Carlo Bomans             | Marco Milesi           |
| 1998      | Michele Bartoli          | Emmanuel Magnien         | Vjatjeslav Jekimov     |
| 1999      | Peter Van Petegem        | Frank Vandenbroucke      | Denis Zanette          |
| 2000      | Vjatjeslav Jekimov       | Romāns Vainšteins        | Sergej Ivanov          |
| 2001      | Nico Mattan              | Erik Dekker              | Vjatjeslav Jekimov     |
| 2002      | Peter Van Petegem        | Stefano Zanini           | George Hincapie        |
| 2003      | Raivis Belohvoščiks      | Gianluca Bortolami       | Peter Van Petegem      |
| 2004      | George Hincapie          | Danilo Hondo             | Gerben Löwik           |
| 2005      | Stijn Devolder           | Alessandro Ballan        | Nico Mattan            |
| 2006      | Leif Hoste               | Bernhard Eisel           | Luis León Sánchez      |
| 2007      | Alessandro Ballan        | Joost Posthuma           | Bert Roesems           |
| 2008      | Joost Posthuma           | Manuel Quinziato         | Enrico Gasparotto      |
| 2009      | Frederik Willems         | Joost Posthuma           | Tom Leezer             |
| 2010      | David Millar             | Andrij Hryvko            | Luca Paolini           |
| 2011      | Sébastien Rosseler       | Lieuwe Westra            | Michał Kwiatkowski     |
| 2012      | Sylvain Chavanel         | Lieuwe Westra            | Maciej Bodnar          |
| 2013      | Sylvain Chavanel         | Alexander Kristoff       | Niki Terpstra          |
| 2014      | Guillaume Van Keirsbulck | Luke Durbridge           | Gert Steegmans         |
| 2015      | Alexander Kristoff       | Stijn Devolder           | Bradley Wiggins        |
| 2016      | Lieuwe Westra            | Alexander Kristoff       | Aleksej Lutsenko       |
| 2017      | Philippe Gilbert         | Matthias Brändle         | Alexander Kristoff     |
| Endagsløb |                          |                          |                        |
| 2018      | Elia Viviani             | Pascal Ackermann         | Jasper Philipsen       |
| 2019      | Dylan Groenewegen        | Fernando Gaviria         | Elia Viviani           |
| 2020      | Yves Lampaert            | Tim Declercq             | Tim Merlier            |
| 2021      | Sam Bennett              | Jasper Philipsen         | Pascal Ackermann       |
| 2022      | Tim Merlier              | Dylan Groenewegen        | Nacer Bouhanni         |
| 2023      | Jasper Philipsen         | Olav Kooij               | Yves Lampaert          |
| 2024      | Jasper Philipsen         | Tim Merlier              | Danny van Poppel       |
| 2025      |                          |                          |                        |